# 라들러
라들러(Radler)는 독일 남부지방에서 즐겨마시는 맥주와 레모네이드를 혼합한 음료이다. 독일어로 자전거(Fahrrad, 줄여서 Rad)를 타는 사람이라는 뜻으로, 이를 마신 후에도 자전거를 탈 수 있다는 뜻에서 유래했다. 현재는 여러 맥주 브랜드에서 상품화하여 판매되고 있다.